# Omnia vincit amor

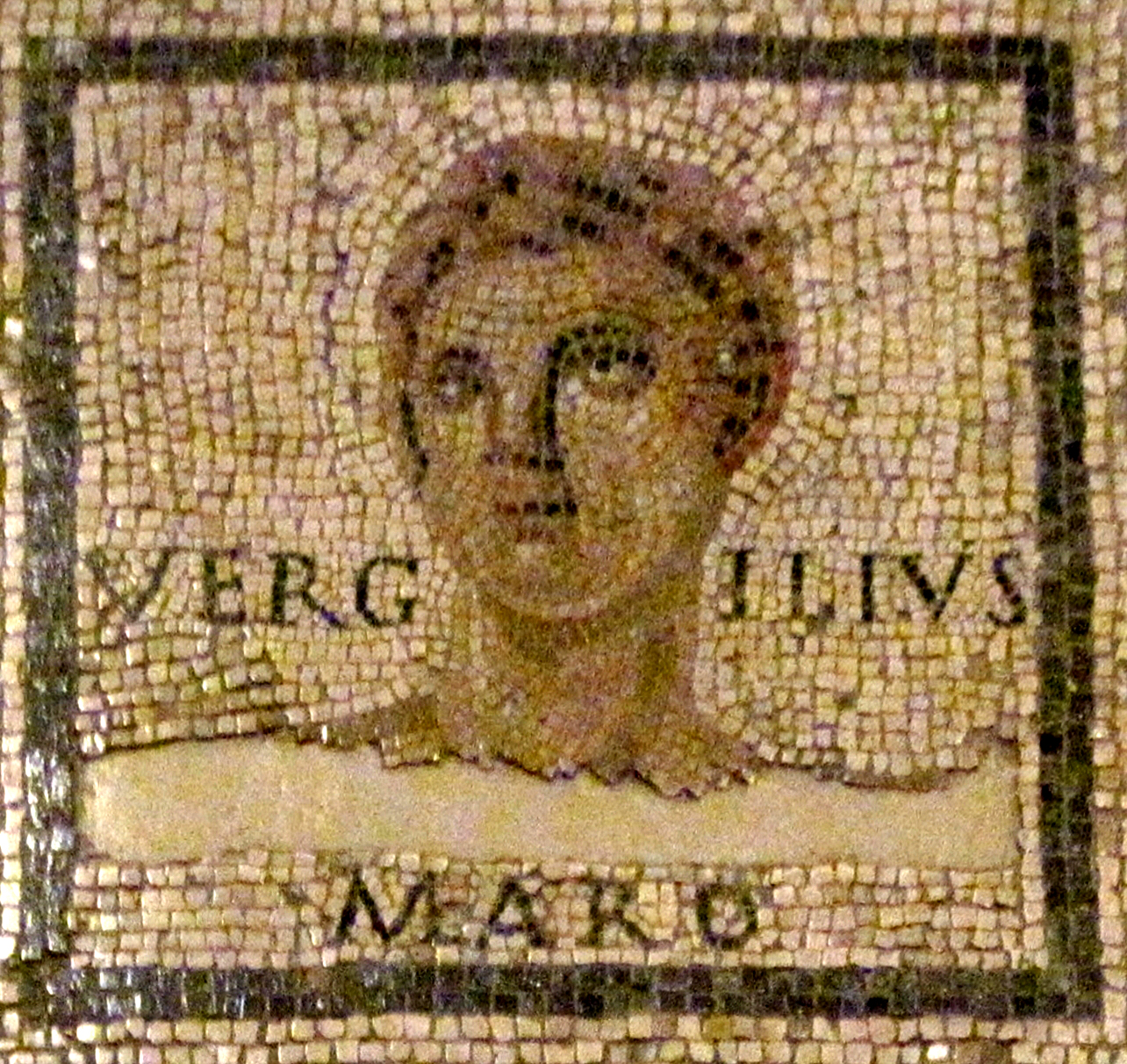
Reprezentare a lui Vergilius (Mozaicul Monnus, Rheinisches Landesmuseum Trier)

Omnia vincit amor et nos cedamus amori (în traducere „dragostea învinge totul, iar noi să ne lăsăm învinși de ea”) este o expresie latină a lui Vergilius (Bucolice, X, 69).
Acest verset este citat adesea, de asemenea, sub forma Amor vincit omnia, după modelul de construcție a propoziției în limba italiană. Expresia Amore vincit omnia este însă incorectă din punct de vedere gramatical.
În cea de-a zecea eglogă, ca urmare a unei dezamăgiri în dragoste, Caius Cornelius Gallus își mărturisește decizia de a abandona poezia elegiacă pentru cea pastorală, dar în cele din urmă este nevoit să recunoască supremația iubirii care nu cunoaște obstacole și în fața căreia trebuie să ne supunem.
O citare a acestei expresii se află în Prologul volumului Povestirile din Canterbury de Geoffrey Chaucer în care maica stareță poartă un pandantiv de aur pe care este gravată această expresie. Locuțiunea este menționată, de asemenea, în volumul Tales  (1845) al lui Edgar Allan Poe.
Expresia este adesea citată pentru a indica importanța iubirii ca valoare umană și ca sentiment.